# Ясколка обыкновенная
Яско́лка обыкнове́нная, или ясколка ключевая (лат. Cerástium fontánum) — травянистое растение, вид рода Ясколка семейства Гвоздичные (Caryophyllaceae).
Полиморфный вид, широко распространённый как в умеренных, так и в тропических районах Евразии. Занесён во многие регионы мира, в настоящее время обладает космополитичным ареалом.

## Ботаническое описание
Однолетнее или малолетнее травянистое растение 15—40 см высотой, хамефит или терофит по Раункиеру. Обычно все части покрыты в некоторой степени опушением, иногда имеется железистое опушение, изредка растение голое. Стебли прямостоячие, вегетативные — ползучие.
Нижние листья яйцевидные до лопатчато-яйцевидных, сужающиеся в небольшой черешок. Стеблевые листья почти сидячие, продолговато-яйцевидные, с закруглённым до слабо заострённого концом. С обеих сторон листья покрыты опушением, наиболее густым по краю, иногда также имеются рассеянные желёзки.
Цветки собраны в рыхлое верхушечное щитковидное соцветие. Прицветники листовидные. Чашелистики с плёнчатым краем, продолговато- или яйцевидно-ланцетные. Лепестки венчика короче чашелистиков или превосходящие их по длине. Тычинки короче лепестков.

## Распространение
Космополитичное сорное растение. Естественный ареал — Европа, Средиземноморье, Кавказ, Западная Сибирь, Гималаи, Индия, Восточная Азия, Южная Гренландия. В Северную Америку, где вид широко распространён, по-видимому, занесён.

## Классификация
Впервые растение было описано в 1753 году Карлом Линеем в Species plantarum под названием Cerastium viscosum. При этом один из образцов, первоначально определённый как данный вид Линнеем, представляет собой иной вид, позднее описанный как Cerastium glutinosum Fr., 1817. В дальнейшем название Cerastium viscosum употреблялось редко, обычно под ним принимался третий вид, известный ныне как Cerastium glomeratum Thuill., 1799. В связи со сложившейся путаницей от названия Cerastium viscosum было принято решение отказаться в пользу Cerastium fontanum Baumg., 1816.
Неотип Cerastium fontanum был собран в августе 1851 года в Румынии Фердинандом Шуром. Хранится в Королевском ботаническом саду Эдинбурга.

### Таксономия
Cerastium fontanum Baumg., 1816, Enum. Stirp. Transsilv. 1: 425
Вид Ясколка обыкновенная относится к роду Ясколка (Cerastium) семейства Гвоздичные (Caryophyllaceae) порядка Гвоздичноцветные (Caryophyllales). Кладограмма в соответствии с Системой APG IV по состоянию на декабрь 2023 года:
|  |                                      |  |                                   |                                   |                      |  | ещё 40 семейств | ещё 40 семейств |                      |  |                          |  | еще 204 подтвержденных вида и 148 видов, ожидающих подтверждения | еще 204 подтвержденных вида и 148 видов, ожидающих подтверждения |  |
|  |                                      |  |                                   |                                   |                      |  | ещё 40 семейств | ещё 40 семейств |                      |  |                          |  | еще 204 подтвержденных вида и 148 видов, ожидающих подтверждения | еще 204 подтвержденных вида и 148 видов, ожидающих подтверждения |  |
|  |                                      |  |                                   | порядок Гвоздичноцветные          |                      |  |                 |                 | род Ясколка          |  |                          |  |                                                                  |                                                                  |  |
|  |                                      |  |                                   | порядок Гвоздичноцветные          |                      |  |                 |                 | род Ясколка          |  | 5 внутривидовых таксонов |  |                                                                  |                                                                  |  |
|  | отдел Цветковые, или Покрытосеменные |  |                                   |                                   | семейство Гвоздичные |  |                 |                 | Ясколка обыкновенная |  |                          |  |                                                                  |                                                                  |  |
|  | отдел Цветковые, или Покрытосеменные |  |                                   |                                   |                      |  |                 |                 |                      |  |                          |  |                                                                  |                                                                  |  |
|  |                                      |  | ещё 63 порядка цветковых растений | ещё 63 порядка цветковых растений |                      |  |                 | еще 97 родов    | еще 97 родов         |  |                          |  |                                                                  |                                                                  |  |
|  |                                      |  |                                   | ещё 63 порядка цветковых растений |                      |  |                 |                 | еще 97 родов         |  |                          |  |                                                                  |                                                                  |  |

### Внутривидовые таксоны
По современной классификации в состав рода включаются 5 таксонов:
- Cerastium fontanum subsp. grandiflorum (Hamilt. ex D.Don) H.Hara
- Cerastium fontanum subsp. lucorum (Schur) Soó
- Cerastium fontanum subsp. membranaceum (Edgew. & Hook.f.) M.Sharma
- Cerastium fontanum subsp. vulgare (Hartm.) Greuter & Burdet - Ясколка дернистая, Ясколка костенецевидная
- Cerastium fontanum var. angustifolium (Franch.) H.Hara

В более ранней монографии Flora Nordica под редакцией Бенгта Юнселля была принята следующая систематика для североевропейских разновидностей:
- Cerastium fontanum subsp. fontanum — соцветия с 10 цветками и менее, семена не менее 0,8 мм в диаметре, крупнобугорчатые, лепестки обычно превосходят по длине чашелистики.
- Cerastium fontanum subsp. vulgare (Hartm.) Greuter & Burdet, 1982 — соцветия с большим количеством цветков, семена обычно не превышают 0,8 мм, мелкобугорчатые, лепестки короче чашелистиков.
  - Cerastium fontanum var. holosteoides (Fr.) Jalas, 1963 — листья на обеих поверхностях голые, не менее 2 мм шириной.
  - Cerastium fontanum var. kajanense (Kotil. & Salmi) Jalas, 1963 — листья на поверхностях голые, узкие, до 3 мм шириной.
  - Cerastium fontanum var. vulgare (Hartm.) M.B.Wyse Jacks., 2001 — листья с обеих сторон волосистые.

В Азии выделяется следующий подвид:
- Cerastium fontanum subsp. grandiflorum (Buch.-Ham. ex D.Don) H.Hara, 1977 — однолетнее растение, лепестки 7—9 мм длиной, превышают по длине доли чашечки.

### Синонимы
- Cerastium caespitosum subsp. fontanum (Baumg.) Schinz & R.Keller
- Cerastium fontanum subsp. alpestre (Hegetschw.) Janch.
- Cerastium fontanum subsp. alpicum Gartner
- Cerastium fontanum subsp. alpinum (Mert. & W.D.J.Koch) Janch.
- Cerastium fontanum subsp. appenninum Gartner
- Cerastium fontanum subsp. fontanum –
- Cerastium fontanum subsp. macrocarpum Jalas
- Cerastium fontanum subsp. scandicum Gartner
- Cerastium fontanum subsp. turcicum Gartner
- Cerastium longirostre Wichura
- Cerastium macrocarpum Schur
- Cerastium macrocarpum subsp. lucorum H.Gartner
- Cerastium scandicum (Gartner) Kuzeneva
- Cerastium scandicum subsp. alpinum Gartner
- Cerastium vulgatum subsp. alpinum (Mert. & W.D.J.Koch) Hartm.
- Cerastium vulgatum subsp. fontanum (Baumg.) Simonk.
- Cerastium vulgatum var. alpestre Hartm.